# Sieroszewice
Sieroszewice (deutsch Schieroschewitz, 1943–1945 Langenheim) ist ein Dorf und Sitz der gleichnamigen Landgemeinde in Polen. Der Ort liegt im Powiat Ostrowski der Wojewodschaft Großpolen.

## Gemeinde
Zur Landgemeinde Sieroszewice gehören 18 Ortsteile (deutsche Namen bis 1945) mit einem Schulzenamt:
| - Bibianki (Bibianki) - Biernacice (Biernatschütz, 1939–1945 Bernhardsruh) - Bilczew (Biltschew, 1939–1945 Bilau) - Kania (Kania, 1939–1945 Weihen) - Latowice (Latowitz, 1939–1945 Sommerstein) - Masanów (Massenau) - Namysłaki (Deutschhof) - Ołobok (Olobok, 1939–1943 Altbach, 1943–1945 Ollebach) - Parczew (Partschew, 1939–1945 Winkelsdorf) | - Psary (Psary, 1939–1945 Wolfshagen) - Raduchów (Raduchow, 1939–1945 Raden) - Rososzyca (Rossoschütz, 1939–1945 Rosenberg) - Sieroszewice (Schieroschewitz, 1939–1945 Langenheim) - Sławin (Slawin, 1939–1945 Sandwalde) - Strzyżew (Stryschew, 1939–1945 Deutschdorf) - Westrza (Westscha) - Wielowieś (Wielowiesch, 1939–1943 Großdorf, 1943–1945 Wielendorf) - Zamość (Samoschtsch, 1939–1945 Prosnau) |